# Granja Portugal
A Granja Portugal é um bairro da zona oete da cidade brasileira Fortaleza, que por sua vez é a capital do estado do Ceará.
Granja Portugal é um bairro centenário,  que até no ano de 1970 abrigava às margens do rio Maranguapinho três olarias e a pedreira de Pedro Menino, segundo o mapa Carta da Cidade de Fortaleza e arredores, levantada, desenhada e impressa pelo Serviço Geográfico do Exército em 1945.
Atualmente, com uma população de 60.470 habitantes, a maioria vivendo do trabalho artesanal, comércio e feiras locais.
Possui dois postos de saúde, o Jurandir Picanço, localizado na Rua Duas Nacões e o Fernando Diógenes,  localizado na Rua Teodoro de Castro. O bairro possui quatro escolas, sendo três públicas - Dona Creuza do Carmo Rocha, Conceicão Mourão e Reitor Antônio Martins e uma particular - Colégio Marques Lima. Havia também o Colégio José de Alencar e o Educandário Snoop, o primeiro fechou e o segundo atualmente é um anexo da Prefeitura. Há também várias creches e um Centro de Referência da Assistência Social-CRAS, situado na Rua Humberto Lomeu. Apesar de populoso, não há escolas de ensino médio (da rede pública), nem delegacia de polícia e nem bancos privados de modo geral.
Um dos pontos de atração dos jovens durante a semana e aos domingos é a Praça da Juventude, com seu campo de futebol (atualmente uma quadra polidesportiva) em frente a Igreja Católica de Santo Antônio. Praça essa que foi reunaugurada em 18 de janeiro de 2015 pelo Prefeito de Fortaleza, Roberto Cláudio. 
O bairro de Granja Portugal, está situado na parte sul da Zona Oeste do município  de Fortaleza, capital do Estado do Ceará, que por sua vez faz parte da SER V (Secretaria Executiva da Regional 5). Considerado um dos bairros mais populosos do município, o bairro vem inovando e sendo estimulado por seus próprios moradores que se desenvolvem através de feiras, artesanato, arte, comércio e especiarias de modo em geral.

## Hidrografia
O Rio Maranguapinho é um rio brasileiro que banha o estado do Ceará. É o maior afluente do rio Ceará tendo sua nascente na Serra de Maranguape. Cruza os municípios de Maranguape, Maracanaú, Fortaleza e Caucaia. O rio tem percurso total de 34 km. Alguns de seus afluente em Maranguape são os rios Gavião e Pirapora que também são nascentes na serra de Maranguape. Na margem esquerda do rio existe a Fazenda Raposa, de propriedade da Universidade Federal do Ceará localizada em Maracanaú, constituindo uma reserva ambiental com uma coleção de palmeiras. No outro lado da margem existe a maior lagoa de tratamento de esgoto doBrasil administrada pela Cagece. O Maranguapinho, como todo curso de água cearense, sofre influência das variações das precipitações pluviométricas, sendo suas descargas máximas observadas na época das chuvas de janeiro a junho. devido sua proximidade ao litoral e à serra de Baturité sua bacia está inserida em uma região de clima tropical quente úmido, na maior parte do curso, e tropical subquente úmido, próximo à nascente.

## Desenvolvimento e Estilo de Vida
O bairro  Granja Portugal, possui duas importantes avenidas, bastante movimentadas: Emílio de Menezes e Vital Brasil. O motivo é que as mesmas recebem o fluxo dos veículos dos bairros: Conjunto Ceará, Bonsucesso entre outros..Esses vêm e retornam do centro e outros locais da cidade. A rua Emílio de Menezes, Vital Brasil e Taquary encontram-se com a av. H do bairro Conjunto Ceará. As ruas Emílio de Menezes e Vital Brasil encontram-se com Augusto dos Anjos em Bonsucesso.
Próximo à praça Granja Portugal encontram-se a tradicional Padaria Dom Português, supermercado, distribuidora, farmácias, posto de gasolina, farmácia Pague Menos entre outros pequenos comércios.  